# العلاقات المدغشقرية المصرية
العلاقات المدغشقرية المصرية هي العلاقات الثنائية التي تجمع بين مدغشقر ومصر.

## مقارنة بين البلدين
هذه مقارنة عامة ومرجعية للدولتين:
| وجه المقارنة                                              | مدغشقر                      | مصر           |
| --------------------------------------------------------- | --------------------------- | ------------- |
| المساحة (كم2)                                             | 587.04 ألف                  | 1.01 مليون    |
| عدد السكان (نسمة)                                         | 25.57 مليون                 | 94.80 مليون   |
| الكثافة السكانية (ن./كم²)                                 | 43.56                       | 93.86         |
| العاصمة                                                   | أنتاناناريفو                | القاهرة       |
| اللغة الرسمية                                             | اللغة الملغاشية، لغة فرنسية | اللغة العربية |
| العملة                                                    | أرياري مدغشقري              | جنيه مصري     |
| الناتج المحلي الإجمالي (بليون دولار)                      | 11.50 مليار                 | 235.37 مليار  |
| الناتج المحلي الإجمالي (تعادل القوة الشرائية) بليون دولار | 35.51 مليار                 | 998.67 مليار  |
| الناتج المحلي الإجمالي الاسمي للفرد دولار أمريكي          | 401                         | 3.61 ألف      |
| الناتج المحلي الإجمالي للفرد دولار أمريكي                 | 1.44 ألف                    |               |
| مؤشر التنمية البشرية                                      | 0.510                       | 0.690         |
| رمز المكالمات الدولي                                      | +261                        | +20           |
| رمز الإنترنت                                              | .mg                         | .eg، .مصر     |
| المنطقة الزمنية                                           | ت ع م+03:00                 | ت ع م+02:00   |

## منظمات دولية مشتركة
يشترك البلدان في عضوية مجموعة من المنظمات الدولية، منها:
| علم المنظمة | اسم المنظمة                                                | تاريخ انضمام مدغشقر | تاريخ انضمام مصر |
| ----------- | ---------------------------------------------------------- | ------------------- | ---------------- |
|             | البنك الإفريقي للتنمية                                     | ?                   | 10 سبتمبر 1964   |
|             | العملية المشتركة للاتحاد الأفريقي والأمم المتحدة في دارفور | ?                   | 31 يوليو 2007    |
|             | المركز الدولي لتسوية المنازعات الاستشارية                  | 14 أكتوبر 1966      | 2 يونيو 1972     |
|             | البنك الدولي للإنشاء والتعمير                              | 25 سبتمبر 1963      | 27 ديسمبر 1945   |
|             | منظمة التجارة العالمية                                     | ?                   | 30 يونيو 1995    |
|             | الفريق المعني برصد الأرض                                   | ?                   | فبراير 2005      |
|             | الأمم المتحدة                                              | 20 سبتمبر 1960      | 24 أكتوبر 1945   |
|             | الاتحاد الأفريقي                                           | ?                   | 9 يوليو 2002     |
|             | وكالة ضمان الاستثمار متعدد الأطراف                         | 8 يونيو 1988        | 12 أبريل 1988    |
|             | منظمة الشرطة الجنائية الدولية                              | ?                   | 7 سبتمبر 1923    |
|             | مؤسسة التنمية الدولية                                      | 25 سبتمبر 1963      | 26 أكتوبر 1960   |
|             | يونسكو                                                     | 10 نوفمبر 1960      | 22 يناير 1947    |
|             | مؤسسة التمويل الدولية                                      | 27 سبتمبر 1963      | 20 يوليو 1956    |
|             | الاتحاد البريدي العالمي                                    | ?                   | ?                |
|             | الاتحاد الدولي للاتصالات                                   | 11 مايو 1961        | 9 ديسمبر 1876    |

## وصلات خارجية
- موقع وزارة الخارجية المصرية